# Naranjeño 1ra. Sección
Naranjeño 1ra. Sección är en ort i Mexiko.   Den ligger i kommunen Cárdenas och delstaten Tabasco, i den sydöstra delen av landet, 600 km öster om huvudstaden Mexico City. Naranjeño 1ra. Sección ligger 10 meter över havet och antalet invånare är 299.
Terrängen runt Naranjeño 1ra. Sección är mycket platt. Runt Naranjeño 1ra. Sección är det ganska tätbefolkat, med 129 invånare per kvadratkilometer. Närmaste större samhälle är Poblado C-11 José María Morelos y Pavón, 4,7 km söder om Naranjeño 1ra. Sección. Trakten runt Naranjeño 1ra. Sección består till största delen av jordbruksmark.